# Otto Abetz
Heinrich Otto Abetz (Schwetzingen, 26 maart 1903 – bij Langenfeld (Rheinland), 5 mei 1958) was de Duitse ambassadeur in Parijs ten tijde van het begin van de Tweede Wereldoorlog.
In zijn jonge jaren trok hij door Italië. Hij verdiende wat geld door hier en daar als mandolinespeler op te treden.
Gedurende het Hitlerregime was hij als ondergeschikte van minister van Buitenlandse Zaken Joachim von Ribbentrop als nazifunctionaris werkzaam. In 1934 werd hij naar Parijs gezonden voor de Frans-Duitse toenadering. In 1938 werd hij echter voor subversieve propaganda door de Franse regering uitgewezen. Na de wapenstilstand van 1940 werd Abetz benoemd tot ambassadeur bij de Duitse bezettingsautoriteiten in Parijs. Hij kreeg hier de opdracht de officiële collaboratie voor te bereiden. In 1942 kreeg hij een generaalsrang in de SS. Tijdens de oorlog maakte hij zich ook schuldig aan antisemitische activiteiten.
Aan het einde van de oorlog probeerde hij tevergeefs vredesonderhandelingen aan te knopen. Kort na de bevrijding werd hij aangehouden en in 1949 door een Frans militair gerechtshof veroordeeld tot twintig jaar dwangarbeid. Hij kreeg in 1955 begenadiging. Hij schreef zijn memoires in "Das offene Problem. Ein Rückblick auf zwei Jahrzehnte deutsche Frankreichpolitik".
Hij was de man die Léon Degrelle en Hendrik De Man met elkaar in contact bracht.
Otto Abetz overleed op 54-jarige leeftijd bij een auto-ongeluk op de snelweg Keulen-Düsseldorf.

## Carrière
Abetz bekleedde verschillende rangen in zowel de Hitlerjugend als Allgemeine-SS. De volgende tabel laat zien dat de bevorderingen niet synchroon liepen.
| Datums                                            | Hitlerjugend       | Allgemeine-SS          | Diplomatiek korps                                                |
| ------------------------------------------------- | ------------------ | ---------------------- | ---------------------------------------------------------------- |
| 31 juli 1934                                      | HJ-Unterbannführer | —                      | —                                                                |
| 1 augustus 1935                                   | —                  | SS-Mann                | —                                                                |
| 1 augustus 1935                                   | —                  | SS-Oberscharführer     | —                                                                |
| 13 september 1936                                 | —                  | SS-Untersturmführer    | —                                                                |
| 9 november 1937                                   | HJ-Oberbannführer  | —                      | —                                                                |
| 20 april 1938                                     | —                  | SS-Obersturmführer     | —                                                                |
| 21 december 1938                                  | —                  | SS-Hauptsturmführer    | —                                                                |
| 30 januari 1939                                   | —                  | SS-Sturmbannführer     | —                                                                |
| 20 april 1939                                     | —                  | SS-Obersturmbannführer | —                                                                |
| 6 april 1940                                      | —                  | —                      | Diplomatiek vertegenwoordiger (als titel of ambt, niet als rang) |
| 5 augustus 1940                                   | —                  | —                      | Ambassadeur                                                      |
| 9 november 1940                                   | —                  | SS-Standartenführer    | —                                                                |
| 30 januari 1941                                   | —                  | SS-Oberführer          | —                                                                |
| 30 januari 1941 (effectief vanaf 4 augustus 1940) | HJ-Gebietsführer   | —                      | —                                                                |
| 30 januari 1942                                   | —                  | SS-Brigadeführer       | —                                                                |

## Lidmaatschapsnummers
- NSDAP-nr.: 7041453 (lid geworden 1 mei 1937)[1]
- SS-nr.: 253314[2] (lid geworden januari 1935)[1]

## Decoraties
Selectie:
- Kruis voor Oorlogsverdienste, 1e Klasse[4][1][5] en 2e Klasse[1][5]
- Duits Olympisch Ereteken, 1e Klasse "Voor zeer bijzondere verdienste bij het organiseren van de spelen."[5] in 1936[1]
- Ehrendegen des Reichsführers-SS[5]
- SS-Ehrenring[5][4]
- SS-Zivilabzeichen, nr.: 138 594[1][4]
- Julleuchter[5]
- Commandeur in de Orde van Sint-Mauritius en Sint-Lazarus[5]
- Grootkruis in de Orde van Isabella de Katholieke[1]
- Grootkruis in de Orde van de Heilige Schatten[1]